# Jugoslavenske željeznice
Jugoslavenske željeznice (slo. Jugoslovanske železnice, srp. Југословенске железнице, mak. Југословенски железници), kratica: JŽ (srp. i mak. ЈЖ), bile su državne željeznice Socijalističke Federativne Republike Jugoslavije od 1945. do 1992. i Savezne Republike Jugoslavije od 1992. do 2004. godine. 
Bila je osnivačkih članica međunarodne željezničke unije (UIC) i imala je UIC-Code 72.
Njezine prethodnice su Jugoslavenske državne željeznice (JDŽ), Kraljevine Jugoslavije od 1918. do 1939., koje su nastale iz Carskog i kraljevskog povlaštenog društva južnih željeznica (K. k. privilegierte Südbahn-Gesellschaft, Carsko-kraljevsko povlašteno društvo južnih željeznica) (osnovan 1858. godine), ogranka Carsko-kraljevskih austrijskih državnih željeznica i Kraljevske ugarske državne željeznice čiji je taj ogranak bio djelovao u tadašnjoj Trojednoj Kraljevini Hrvatske, Slavonije i Dalmacije te Srpskih državnih željeznica (osnovane 1889. godine. Završetkom rata i nastankom Države SHS, sve željeznice u zemlji kojima je nekad upravljala Direkcija ugarskih državnih željeznica stavljene su 1918. pod upravu novoosnovanoga Generalnoga ravnateljstva željeznica Države SHS u Zagrebu. Time su bile obuhvaćene sve pruge, osim onih kojima je upravljalo Društvo južnih željeznica (Zidani most–Sisak), te Mjesne željeznice Barč–Pakrac, Slavonske podravske mjesne željeznice i Zagreb–Samoborske vincinalne željeznice, iako je promet bio moguć i tim prugama.
Godine 2004., nakon što je SR Jugoslavija pretvorena u Državnu zajednicu Srbije i Crne Gore su preimenovane u Željeznice Srbije (srp. Железнице Србије, Železnice Srbije).

## Povijest

### Nastanak
Završetkom Prvog svjetskog rata novoosnovana država, "Kraljevina Srba, Hrvata i Slovenaca", preuzela je dijelove bivše Austro-Ugarske i njezinu željezničku mrežu. Kroz ovo ujedinjenje nastale su prve jugoslavenske željeznice, pod nazivom "Željeznice Kraljevine Srba, Hrvata i Slovenaca", (kratica: SHS-CXC). Na temelju ustavnog amandmana od 1929. godine naziv se promijenio u Jugoslavenske državne željeznice (JDŽ). Jugoslavenske željeznice su tako nastale iz spajanja željeznice bivše Dunavske monarhije i Srpske državne željeznice (SDŽ). Pored glavne uprave u Beogradu postojalo je još 5 uprava u Ljubljani, Zagrebu, Subotici, Beogradu i Sarajevu.

### Prethodnici
U sastavu nove jugoslavenske željezničke mreže našle su se 1918. godine sljedeće:
| Željeznički operator                            | Kratica | Dužina mreže |
| ----------------------------------------------- | ------- | ------------ |
| k. u. k. Državne Željeznice                     | kkStB   | c. 360 km    |
| k. u. k. priv. društvo južne željeznice         | SB, süd | c. 525 km    |
| Austrijske lokalne željeznice                   | ÖLB     | c. 350 km    |
| Magyar Államvasutak                             | MÁV     | c. 1240 km   |
| Mađarske lokalne željeznice                     | –       | c. 2310 km   |
| Bosanskohercegovačke zemaljske željeznice       | BHLB    | c. 1165 km   |
| Srpske državne željeznice                       | SDŽ     | c. 1550 km   |
| Njemačko-bugarske vojne željeznice u Makedoniji | –       | c. 425 km    |

### Drugi svjetski rat
Invazijom njemačke, talijanske, mađarske i bugarske vojske Drugi svjetski rat je 6. travnja 1941. počeo u Jugoslaviji. Nakon njene kapitulacije su proglašene su marionetske države Nezavisna Država Hrvatska i Nedićeva Srbija. Željeznice su podijeljene između sila osovine i kolaborirajućih država. 
Vozni park JDŽ je podijeljen između DRB, MÁV, BDŽ, FS i novoosnovane HDŽ i SDŽ. 

Do kraja Drugog svjetskog rata željeznica je pretrpjela znatna razaranja i samo s velikim naporom je nakon rata opet uspostavljena.
Mnoge lokomotive su od strane prijašnjih sila osovine vraćene, izmijenjene ili predane kao reparacija. Predajom istočne teritorije Trsta Jugoslaviji su ušle oko 100 km željezničke mreže s jednosmjernom strujom (3000V) u sastav JDŽ.

### Razvoj
Veliki građevinskih projekti su do kraja 1970-ih godina sprovedeni, kako bi se djelomično nerazvijena i neskladna željeznička mreža dovela na europski standard. Reformiranjem željezničke uprave 1952. godine, mijenja se naziv u "Jugoslavenske željeznice". Uvođenjem samoupravljanja, došlo je do decentralizacije željeznice. "Zajednica jugoslavenskih željeznica" (ZJŽ) sastojala se od glavne uprave sa sjedištem u Beogradu, organizacija KSR (Kola za spavanje i ručavanje), zavod za projektovanje ZJŽ – današnji CIP i 5 željeznička transportna poduzeća (ŽTP): Beograd s upravom u Titogradu (današnja Podgorica), Zagreb, Sarajevo, Skopje i Ljubljana. 
Sama Ljubljana je bila Udruženo željezničko poduzeće (slo. Združeno železniško podjetje, kratica: ZŽTP) koje je bilo podijeljeno u tri autonomna poduzeća, ŽTP Maribor, Ljubljana i Postojna.

### Nestanak
Kraj Jugoslavenskih željeznica počinje s raspadom SFRJ početkom 1990-ih, a 2004., nakon transformacije Savezne Republike Jugoslavije u Državnu Zajednicu Srbije i Crne Gore su preimenovane u Željeznice Srbije.

#### Nasljednice
| Država                                        | Naziv | Hrvatski naziv                                                                                           | Sjedište                 | Kratica      |
| --------------------------------------------- | --- | --- | ------------------------ | ------------ |
| Bosna i Hercegovina - FBiH - Republika Srpska | Željeznice Bosne i Hercegovine1 - Željeznice Federacije Bosne i Hercegovine - Željeznice Republike Srpske | Željeznice Bosne i Hercegovine - Željeznice Federacije Bosne i Hercegovine - Željeznice Republike Srpske | Sarajevo, BiH Doboj, BiH | ŽBH ŽFBH ŽRS |
| Hrvatska                                      | Hrvatske željeznice                                                                                       | — | Zagreb, Hrvatska         | HŽ           |
| Sjeverna Makedonija                           | Makedonski železnici                                                                                      | Makedonske željeznice                                                                                    | Skopje, Makedonija       | MŽ           |
| Crna Gora                                     | Željeznica Crne Gore                                                                                      | — | Podgorica, Crna Gora     | ŽCG          |
| Srbija                                        | Železnice Srbije                                                                                          | Željeznice Srbije                                                                                        | Beograd, Srbija          | ŽS           |
| Slovenija                                     | Slovenske železnice                                                                                       | Slovenske željeznice                                                                                     | Ljubljana, Slovenija     | SŽ           |
| Kosovo                                        | Hekurudhat e Kosovës/Косовске Железнице                                                                   | Kosovske željeznice                                                                                      | Priština, Kosovo         | HK / KŽ      |

1 Za vrijeme rata u BiH su postojale i Željeznice Hrvatske Republike Herceg Bosne.
- Vlak Željeznice FBiH
- Vlak Željeznice Republike Srpske
- Vlak Makedonskih željeznica
- Vlakovi Željeznice Crne Gore
- Vlak Željeznica Srbije
- Vlak Slovenskih željeznica
- Vlak Kosovskih željeznica

## Dan željezničara Jugoslavije
Dan željezničara Jugoslavije ustanovljen je 1950. godine, a povod je bio generalni štrajk željezničara u tadašnjoj Kraljevini Jugoslaviji između 15. i 16. travnja 1920. godine.  Zaustavljen je cijeli željeznički promet u Jugoslaviji do kraja mjeseca. Željezničari svih željezničkih stanica, ložionica i radionica ustali su protiv nasilja. Na Zaloškoj cesti u Ljubljani bilo je najkrvavije, nastradalo je 14 osoba. Neprekidno od 1950. godine pa sve do 1991./1992. godine, radni ljudi na jugoslavenskim željeznicama slavili su ovaj dan svečano i radno, podsjećajući se na mnoge događaje narastanja i sazrijevanja radničkog pokreta i svega što je vodilo kao održanom povijesnim generalnom štrajku.

## Vozni park
Sve Lokomotive građene od 1930. godine su, nakon definitivne raspodjele lokomotiva
kao odšteta Prvog svjetskog rata (1933.), ubačene u novi sustav numeracije. Sistem je bio pokušaj
kodificiranja po određenim tehničkim karakteristikama.

Numeracija parnih lokomotiva, tendera i motornih vozila

Oznaka serije kod normalnog kolosijeka serije:

01 – 14 stalna i 101 – 114 privremena;  Brzovozne lokomotive sa zasebnim tenderom 

15 – 19 st. i 115 – 119 priv.  Lokomotive s tenderom za putnički i teretni promet

20 – 49 st. i 120 – 149 priv. Teretne lokomotive sa zasebnim tenderom 

50 – 59 st. i 150 – 159 priv. Lokomotive s tenderom  za teretne i lokalne vlakove

60 – 69 st. i 160 – 169 priv. Lokomotive za manevru

Uski kolosijek 0,76 m serije:
                                                               
70 – 94 stalna i 170 – 194 privremena;  Lokomotive širine kolosijeka 760 mm

95 – 98 st. i 195 – 198 priv.  Lokomotive sa zupčanikom širine kolosijeka 760 mm

99.2, 99.3 i 99.4;  Lokomotive širine kolosijeka 600 mm, broj iza tačke označava broj 
vezanih osovina.

Objašnjenje:
Pri tome dvoznamenkaste oznake su važile za lokomotive koje su mlađe od 25 godina (u 
odnosu na 1933. godinu) i ako ih ima više od 5 komada u voznom parku, a 
trocifrene brojeve (sa 100) su dobivale lokomotive koje su bile starije od 25 
godina ili ih je bilo manje od 5 komada u voznom parku. 

Numeracija dizel i električnih lokomotiva

Početkom 1960-ih počinje da se primjenjuje sistem numeracije za dizel i električne lokomotive 
na JŽ koji se zasniva na kodnom obilježavanju, na principu trobrojne oznake serije.  
| Prvi broj | Značenje                                                 |
| --------- | -------------------------------------------------------- |
| 3         | Električna vučna vozila jednosmjerne struje              |
| 4         | Električna vučna vozila naizmjenične struje 25 kV, 50 Hz |
| 5         | Rezervisano za višesistemska električna vučna vozila     |
| 6         | Dizel električna vučna vozila                            |
| 7         | Dizel hidraulična vučna                                  |
| 8         | Dizel mehanička vučna                                    |
| 9         | Vozila za željezničke svrhe                              |

| Drugi broj | Značenje                             |
| ---------- | ------------------------------------ |
| 0          | Motorni voz uskog kolosijeka         |
| 1          | Motorni voz normalnog kolosijeka     |
| 2          | Lokomotive s dvije pogonske osovine  |
| 3          | Lokomotive s tri pogonske osovine    |
| 4          | Lokomotive s četiri pogonske osovine |
| 5          | Lokomotive s pet pogonskih osovina   |
| 6          | Lokomotive sa šest pogonskih osovina |

| Treći broj | Značenje |
| ---------- | --- |
| 0          | Uski kolosijek |
| 1-9        | Redoslijed ubacivanja u službu (konstruktivni tip lokomotive) Kod motornog voza razlika da li su motorna kola, vagon ili upravljačnica. |

| Četvrti broj | Značenje                                                                                      |
| ------------ | --------------------------------------------------------------------------------------------- |
| –            | Oznaka podserije. Podserije su uvedene zbog tehničko-eksploatacionih razlika u okviru serije. |

| Peti i šesti broj | Značenje                             |
| ----------------- | ------------------------------------ |
| –                 | Tekući (inventarski) broj lokomotive |

### Dizel lokomotive

#### Lokomotive s električnim prijenosom snage

##### Serija 641 – 645
| Serija | Godina        | Raspored osovina | Proizvođač          | Tipa     |
| ------ | ------------- | ---------------- | ------------------- | -------- |
| 641-0  | 1960.         | Bo´Bo´           | MÁVAG               | DVM2-6   |
| 641-0  | 1961.         | Bo´Bo´           | MÁVAG               | DVM2-8   |
| 641-1  | 1971.         | Bo´Bo´           | MÁVAG               | DVM2-57  |
| 641-2  | 1970.         | Bo´Bo´           | MÁVAG               | DVM2-56  |
| 641-2  | 1970.         | Bo´Bo´           | MÁVAG               | DVM2-59  |
| 642-0  | 1961. – 1963. | Bo´Bo´           | Đuro Đaković        | DEL 825  |
| 642-1  | 1964.         | Bo´Bo´           | Đuro Đaković        | DEL 825G |
| 642-3  | 1968.         | Bo´Bo´           | Đuro Đaković        | DEL 825B |
| 643-0  | 1967.         | Bo´Bo´           | Brissonneau et Lotz |          |
| 643-1  | 1967.         | Bo´Bo´           | Đuro Đaković        |          |
| 644-0  | 1973. – 1974. | (A1A)´(A1A)´     | MACOSA              | G22U     |
| 645-0  | 1981.         | (A1A)´(A1A)´     | Đuro Đaković        |          |

##### Serija 661 – 666
| Serija | Godina        | Raspored osovina | Proizvođač      | Tipa      |
| ------ | ------------- | ---------------- | --------------- | --------- |
| 661-0  | 1970.         | Co´Co´           | GM (EMD)        | G16       |
| 661-1  | 1961. – 1963. | Co´Co´           | GM (EMD)        | G16       |
| 661-2  | 1964.         | Co´Co´           | GM (EMD)        | G16       |
| 661-3  | 1967.         | Co´Co´           | MLW             |           |
| 662-0  | 1965. – 1969. | Co´Co´           | Đuro Đaković    | DEL1650CC |
| 663-0  | 1972.         | Co´Co´           | GM (EMD)        | -         |
| 664-0  | 1973.         | Co´Co´           | GM/Đuro Đaković | G26       |
| 665-0  | 1972.         | Co´Co´           | MLW             | MX 626    |
| 666-0  | 1978.         | Co´Co´           | GM (EMD)        |           |

#### Lokomotive s mehaničnim prijenosom snage
| Serija | Godina | Raspored osovina | Proizvođač   | Tipa                      |
| ------ | ------ | ---------------- | ------------ | ------------------------- |
| 821-0  | 1965.  | B                | Đuro Đaković | DML180 N26                |
| 830-0  | 1964.  | C                | Đuro Đaković | DML120 U/C (600 mm traka) |

#### Lokomotive s hidrauličnim prijenosom snage

##### Serija 721
| Serija | Godina | Raspored osovina | Proizvođač | Tipa                                      |
| ------ | ------ | ---------------- | ---------- | ----------------------------------------- |
| 721-0  | 1965.  | B                |            | (šema brojeva JŽ za tvorničke lokomotive) |

##### Serija 731 – 734
| Serija | Godina        | Raspored osovina | Proizvođač           | Tipa       |
| ------ | ------------- | ---------------- | -------------------- | ---------- |
| 731-0  | 1958–1961     | C                | Jenbach/Đuro Đaković | DH400 C42  |
| 731-1  | 1963–1965     | C                | Đuro Đaković         | DHL400 CS  |
| 732-0  | 1964.         | C                | Jenbach/Đuro Đaković | DH600 C48  |
| 732-1  | 1969.         | C                | Đuro Đaković         | DHL600 C44 |
| 733-0  | 1968.         | C                | Đuro Đaković         | DHL600 CP  |
| 734-0  | 1958. – 1961. | C                | MIN                  | DHL400 C42 |

##### Serija 740 – 742
| Serija | Godina | Raspored osovina | Proizvođač   | Tipa        |
| ------ | ------ | ---------------- | ------------ | ----------- |
| 740-0  | 1968.  | B´B´             | Đuro Đaković | DHL600 BB   |
| 740-1  | 1970.  | B´B´             | Đuro Đaković | DHL600 BBGP |
| 741-0  | 1966.  | B´B´             | MIN          | DHL1500     |
| 742-0  | 1971.  | B´B´             | MIN          | DHL1650     |

##### Serija 761
| Serija | Godina | Raspored osovina | Proizvođač | Tipa       |
| ------ | ------ | ---------------- | ---------- | ---------- |
| 761-0  | 1957.  | C´C´             | KM         | DML180 N26 |

### Električne lokomotive

#### 3 kV lokomotive na jednosmjernu struju

##### Serija 341 – 342
| Serija | Godina | Raspored osovina | Proizvođač | Tipa                |
| ------ | ------ | ---------------- | ---------- | ------------------- |
| 341-0  | 1954.  | Bo´Bo´           | Alsthom    | slična TCDD 4001-03 |
| 342-0  | 1968.  | Bo´Bo´           | ASGEN/OMFP |                     |

##### Serija 361 – 362
| Serija | Godina        | Raspored osovina | Proizvođač   | Tipa |
| ------ | ------------- | ---------------- | ------------ | ---- |
| 361-0  | 1931. – 1932. | Bo´BoBo´         | razni        |      |
| 361-1  | 1931. – 1932. | Bo´BoBo´         | razni        |      |
| 361-2  | 1932.         | Bo´BoBo´         | Saronno      |      |
| 362-0  | 1960. – 1967. | Bo´Bo´Bo´        | Ansaldo/OMFP |      |
| 362-1  | 1968.         | Bo´Bo´Bo´        | ASGEN/OMFP   |      |

#### 25 kV lokomotive na naizmjeničnu struju

##### Serija 441
| Serija | Godina        | Raspored osovina | Proizvođač  | Tipa |
| ------ | ------------- | ---------------- | ----------- | ---- |
| 441-0  | 1967. – 1969. | Bo´Bo´           | SGP/TU      |      |
| 441-0  | 1970.         | Bo´Bo´           | Rade Končar |      |
| 441-3  | 1967. – 1969. | Bo´Bo´           | SGP/TU      |      |
| 441-3  | 1970.         | Bo´Bo´           | Rade Končar |      |
| 441-4  | 1967. – 1969. | Bo´Bo´           | SGP/TU      |      |
| 441-5  | 1967. – 1968. | Bo´Bo´           | SGP/TU      | -    |

##### Serija 461
| Serija | Godina        | Raspored osovina | Proizvođač         | Tipa |
| ------ | ------------- | ---------------- | ------------------ | ---- |
| 461-0  | 1971. – 1973. | Co´Co´           | Electroputere/ASEA |      |
| 461-1  | 1978. – 1980. | Co´Co´           | Electroputere/ASEA |      |